# Inter praecipuas
Inter praecipuas  è un'enciclica di papa Gregorio XVI, pubblicata l'8 maggio 1844, con la quale il Pontefice mette in guardia dall'attendibilità delle varie traduzioni della Bibbia in lingua volgare, frutto delle Associazioni Bibliche sorte nel mondo protestante acattolico con il solo scopo di fare propaganda con effetti nocivi sugli ignoranti e le anime deboli. « A queste Società Bibliche non importa un gran che se coloro che leggono la Bibbia nelle diverse traduzioni cadono in diversi errori, purché a poco a poco acquistino l'abitudine d'interpretare il senso delle Scritture secondo il proprio giudizio, disprezzando le divine tradizioni custodite nella Chiesa Cattolica secondo l'insegnamento dei Padri, anzi rigettando lo stesso magistero ecclesiastico ». Il Papa invece approva la lettura della Bibbia in lingua volgare, purché queste traduzioni siano « approvate dall'autorità ecclesiastica e corredate da note esplicative di Padri della Chiesa o di altri dotti e cattolici studiosi ».